# Фірлюк чагарниковий
Фірлюк чагарниковий (Mirafra cantillans) — вид горобцеподібних птахів родини жайворонкових (Alaudidae). Мешкає в Африці та Азії.

## Опис
Довжина птаха становить 12,5—15 см, з яких від 4,5 до 5,5 см припадає на хвіст. Середня вага становить 20 г. Виду не притаманний статевий диморфізм.
Верхня частина тіла, в залежності від підвиду, може мати рудувато-сіре, буре або пісочне забарвлення. Нижня частина тіла рудувата або бежева, груди поцятковані темно-коричневими плямками. Хвіст коричневий. Дзьоб жовтувато-роговий або коричневий, лапи, в залежності від підвиду, світло-тілесні або темно-тілесні. Очі карі.
Типова жайворонкова пісня виконується в польоті або з землі. Чагарниковий фірлюк є одним з видів жайворонків, що вміє імітувати звуки інших птахів.

## Систематика і таксономія
Чагарниковий фірлюк був описаний британським орнітологом Едвардом Блітом в 1845 році. Сестринським видом чагарникового фірлюка є яванський фірлюк (Mirafra javanica), що мешкає в Південно-Східній Азії та в Австралії. Розділення цих двох видів відбулось порівняно нещодавно. Імовірно, ці два види за короткий термін розселились на великій території і перебувають на початках процесу видоутворення.

### Підвиди
Виділяють чотири підвиди:
- M. c. marginata Hawker, 1898 — Південний Судан, Сомалі, Кенія, Танзанія;
- M. c. chadensis Alexander, 1908 — від Сенегалу до Центрального Судану і Західної Ефіопії;
- M. c. simplex (Heuglin, 1868) — південь і південний захід Аравійського півострова;
- M. c. cantillans Blyth, 1845 — півострів Індостан.

## Поширення і екологія
Чагарникові фірлюки поширені в країнах Сахелю і Східної Африки, на півдні Аравійського півострова, в Індії, Пакистані, Непалі та Бангладеш. Вони живуть на луках, у саванах і на полях.

## Поведінка
Чагарникові фірлюки харчуються комахами й насінням. В Індії сезон розмноження триває з березня по вересень, в Ефіопії — з квітня по червень, в Судані — з липня по вересень. У кладці 3 яйця. Вони білуваті, поцятковані сіро-коричневими плямками.